# Chanteur du Berg
Pour les articles homonymes, voir Berg.

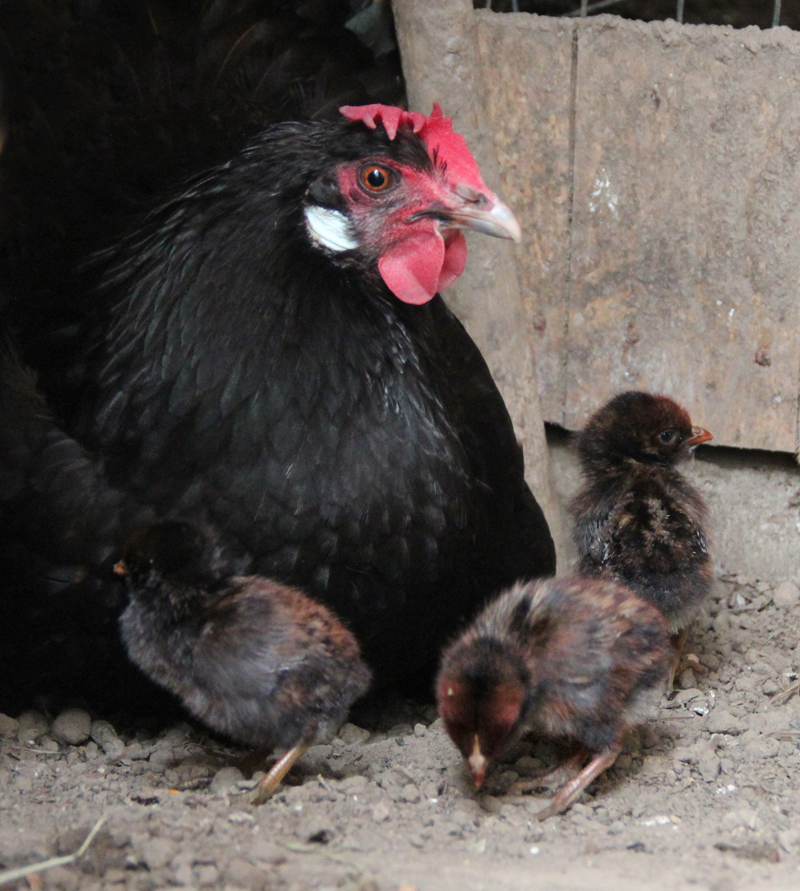
Poule avec ses poussins.

Le Chanteur du Berg ou Bergischer Kräher ou Chanteur du Pays de Berg ou Chanteur des Montagnes est la plus ancienne race de poules domestiques allemande, reconnue en 1885.

## Description
La race est l'une des races de poules au long chant et se caractérise par la durée du chant sonore des coqs, qui peut se prolonger à 15 secondes ou plus. Typiquement le coq prolonge le son, après être arrivé à la note finale. Remarquable est aussi le plumage: les plumes dorées de la poitrine et des ailes sont entourées par une grosse bordure noire, qui s'appelle Dobbelung.
Grande race
Cette poule est grande et redressée ; son corps allongé est caractéristique, avec un dos légèrement convexe et un port moyen ; sa tenue est fière, avec une bonne vivacité et un plumage ferme et dur. Elle pond environ 130 œufs par an.
Naine

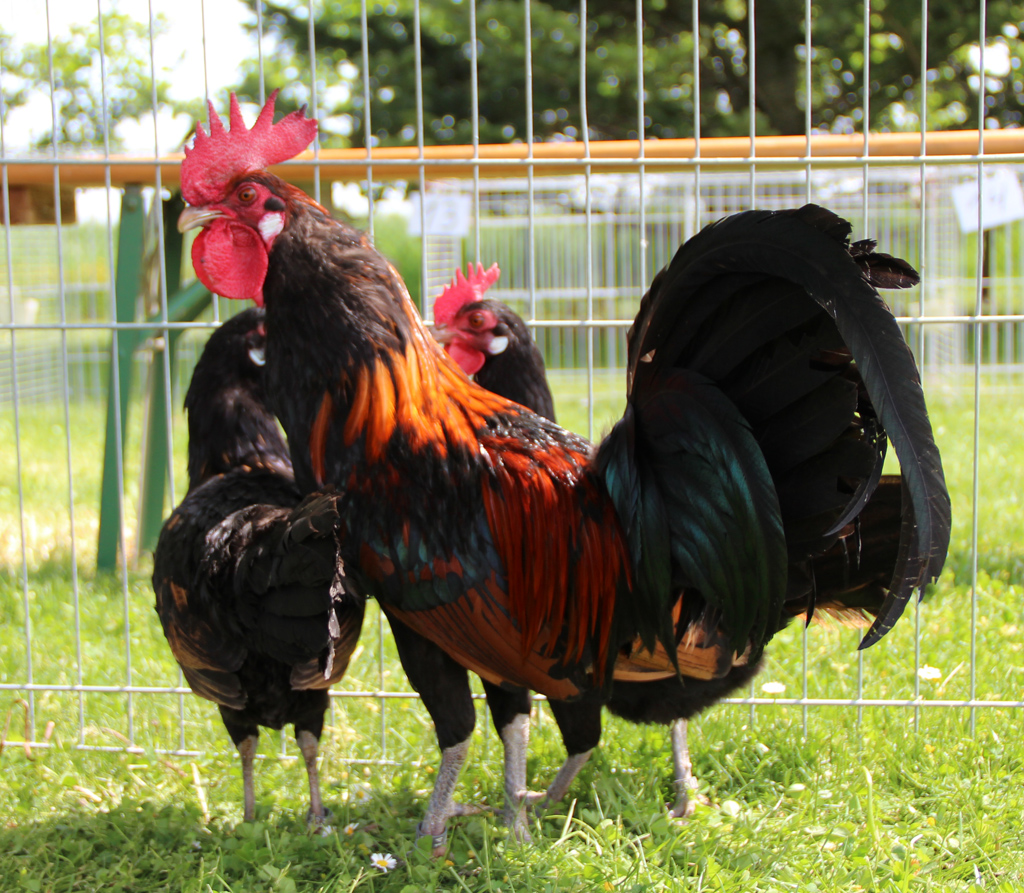
Chanteurs du Berg nains.

La tenue du corps est relevée et le port de hauteur moyenne. Le corps allongé est caractérisé par le dos légèrement bombé. Le plumage ferme et dur. 
Elle pond environ 180 œufs par an.

### Origine
Cette race est apparue il y a des siècles[Quand ?] dans le duché de Berg, originaire du Sud-Est de l'Europe. Elle est reconnue parmi les 108 races de poule du British Poultry Standard. 
La naine a été sélectionnée en Allemagne au début du XXe siècle, à partir de grande race et exposée en 1926 déjà.

### Élevage
Pour la sauvegarde par l'élevage du chant typique, des concours de chant sont organisés chaque année. À cette occasion, la durée et la hauteur du ton du chant l'emportent sur la finesse des autres caractéristiques raciales. La préservation de la race est l'objet de plusieurs organisations, parce qu´elle est en danger d'extinction.

### Club spécial

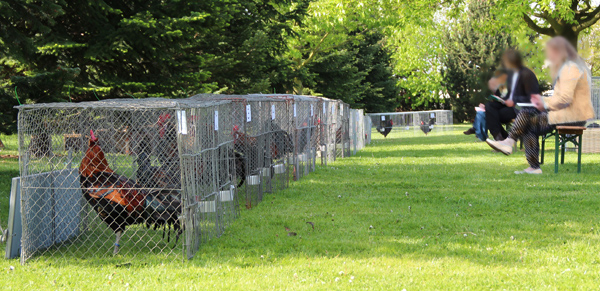
Concours du chant du coq (Allemagne, en 2015).

En Allemagne, les éleveurs de cette race se sont regroupés dans le Club spécial Vereinigung der Züchter Bergischer Hühnerrassen und deren Zwergekräherzüchtervereinigung, qui existe depuis 1884 et organise les concours du chant du coq.

### Standard
- Crête : simp
- Oreillons : blanc pur.
- Couleur des yeux : orange à brun clair.
- Couleur de la peau : blanche.
- Couleur des tarses : gris-bleu.
- Variétés de plumage : uniquement noir doublonné doré.

Grande race :
- Masse idéale : Coq : 3 à 3,5 kg ; Poule : 2 à 2,5 kg
- Œufs à couver : min. 56 g, coquille blanche.
- Diamètre des bagues : coq : 20 mm ; poule : 18 mm.

Naine :
- Masse idéale : Coq : 1300 g ; Poule : 1100 g.
- Œufs à couver : max. 40 g, coquille blanche.
- Diamètre des bagues : coq : 15 mm ; poule : 13 mm.

## Sources
- Le Standard officiel des volailles (Poules, oies, dindons, canards et pintades), édité par la SCAF.